# Соколова, Галина Андреевна
Соколова Галина Андреевна (5 ноября 1919, Петроград, РСФСР — 24 декабря 2012) — советский живописец, член Санкт-Петербургского Союза художников (до 1992 года — Ленинградской организации Союза художников РСФСР).

## Биография
Соколова Галина Андреевна (в девичестве Зеленская) родилась 5 ноября 1919 года в Петрограде. В 1934—1939 училась в Ленинградском художественно-педагогическом училище. В 1940 поступила на живописный факультет Ленинградского института живописи, скульптуры и архитектуры, который окончила в 1949 по мастерской Виктора Орешникова с присвоением квалификации художника живописи. Дипломная работа — картина «Восстановление фонтана „Самсон“ в Петродворце».
Участница выставок с 1949 года. Член Ленинградского Союза художников с 1952 года. Писала жанровые картины, пейзажи, натюрморты. Вышла замуж за художника Александра Соколова (1918—1973), вместе с которым занималась в мастерской В. Орешникова. В 1973—1990 годах работала в ленинградском Комбинате живописно-оформительского искусства. Наибольшую известность получила как автор живописных натюрмортов с цветами и фруктами.
Произведения Г. А. Соколовой находятся в музеях и частных собраниях России, Франции, США, Великобритании и других стран.